# Jones and His New Neighbors
Jones and His New Neighbors é um filme mudo norte-americano de 1909 em curta-metragem, do gênero comédia, dirigido por D. W. Griffith.

## Elenco
- John R. Cumpson ... Mr. Jones
- Florence Lawrence ... Mrs. Jones